# Miles Davis
Miles Dewey Davis III., ameriški jazzovski skladatelj, trobentač, vodja več skupin, * 26. maj 1926, Alton, Illinois, ZDA, † 28. september 1991, Santa Monica, Kalifornija, ZDA.
Miles Davis je bil jazzovski glasbenik, ki je pomembno vplival na razvoj jazza v drugi polovici 20. stoletja. Kot trobentač, vodja različnih zasedb in skladatelj je bil v ospredju skoraj vsakega večjega razvoja glasbe od 2. sv. vojne do svoje smrti leta 1991. Bil je začetnik bebopa in je posnel nekaj prvih zgoščenk cool jazza. Delno je bil odgovoren za razvoj modalnega jazza in jazz fusiona, ki se je rodil iz njegovega sodelovanja z drugimi glasbeniki v poznih šestdesetih in zgodnjih sedemdesetih. Pravzaprav je bil free jazz edini povojni stil, na katerega ni pomembno vplival Davis, pač pa so ga igrali nekateri njegovi sodelavci. Njegove plošče in koncerti z znanimi in vplivnimi zasedbami so bili polni energije in se jim še danes priznava visoka umetniška vrednost. Kot razširjevatelj in inovator je postal znan po svojem počasnem, melodičnem stilu igranja in po svoji jedrnati in včasih izzivalni osebnosti. Ker je bil dobro plačan in vedno v modi, je postal simbol potenciala jazzovske komerciale.
Davis je bil poznejši v nizu jazzovskih trobentačev, ki ga je začel Buddy Bolden, nadaljevali pa Joe »King« Oliver, Louis Armstrong, Roy Eldridge in Dizzy Gillespie. Velikokrat so ga kot inovatorja primerjali z Dukeom Ellingtonom: oba sta bila spretna s svojimi glasbili, toda nista bila tehnična virtuoza. Ellingtonova nadarjenost se je kazala v skladanju in vodenju velikega benda, medtem ko je Davis sestavljal manjše skupine talentiranih glasbenikov in jim tako puščal prosto pot pri njihovem razvoju. Veliko povojnih ikon jazza je vsaj kratek čas v svoji karieri igralo v eni Davisovih zasedb.
Davisa so po smrti dodali v Rock and Roll Hall of Fame, 13. marca 2006. Dodali so ga tudi v St. Louis walk of Fame in Big Band and Jazz Hall of Fame. Načrtuje se tudi snemanje biografskega filma o njem v glavni vlogi Dona Cheadla.

## Življenjepis

### Mladost (1926–1945)
Miles Dewey Davis se je rodil v relativno bogati afro-ameriški družini v Altonu, Illinois. Njegov oče, Miles Henry Davis, je bil zobozdravnik in leta 1927 se je družina preselila v East St. Louis. Lastili so si tudi bogat ranč, kjer se je mali Davis učil jahati. Enemu od njegovih konj je bilo ime Angelo Minny.
Njegova mati, Cleota Henry Davis, je želela, da se Miles nauči igrati violino – mati je bila sposobna blues pianistka, vendar je to pred sinom skrivala, saj ji je zdelo, da črnska glasba ni dovolj gosposka. Miles se je začel učiti igranja pri devetih, ko mu je oče podaril novo trobento in poskrbel za učenje pri lokalnem trobentaču Elwoodu Buchananu, ki je bil zelo potrpežljiv. Miles je pozneje pojasnil, da je očetova izbira instrumenta jezila njegovo ženo, saj ta ni marala zvoka trobente (imela sta burno razmerje). Z glasbo se je začel resno ukvarjati šele pri trinajstih. V nasprotju z modo tistega časa, je Buchanan Milesa opominjal na pomembnost igranja brez vibrata, kar je Davis upošteval celo svojo kariero. Buchanan je Milesa vsakokrat, ko je ta začel uporabljati vibrato, udaril po prstih. Davis je nekoč opomnil na pomembnost njegovega prepoznavnega zvoka, rekoč:
 »Cenim preprost neprisiljen zvok z ne preveč tremola ali basa. Zlato sredino. Če ne znam tega, ne znam igrati ničesar. (ang. I prefer a round sound with no attitude in it, like a round voice with not too much tremolo and not too much bass. Just right in the middle. If I can’t get that sound I can’t play anything.)«
Na Davisa je pomembno vplival tudi njegov prijatelj Clark Terry. Pri šestnajstih je bil Miles član njegove zveze in se je, ko ni bil v šoli, z igranjem ukvarjal tudi poklicno. Pri sedemnajstih je celo leto igral pri skupini »Blue Devils« Eddia Randla. Medtem ga je Sonny Stitt poskušal prepričati, da se pridruži skupini Tiny Bradshaw, toda Milesova mati je vztrajala, da mora prej končati srednjo šolo.
Leta 1944 je skupina Billya Eckstina obiskala St. Louis. Člana skupine sta bila tudi Dizzy Gillespie in Charlie Parker, Davis pa je zaradi bolezni Buddya Andersona za nekaj tednov zasedel mesto tretjega trobentača. Ko je bend zapustil mesto, sta trobentačeva starša vztrajala, da mora nadaljevati s študijem.

### Bebop inBirth of the Cool(1944–1955)
Leta 1944 se je Davis preselil v New York, domnevno zaradi izobrazbe na Juilliard School of Music, toda študij je zanemaril in rajši je poiskal Charlieja Parkerja. Svoje prve posnetke je posnel leta 1945 z bluesovskim pevcem Rubberleggom Williamsom in tenorskim saksofonistom Herbiem Fieldsom, jeseni pa je postal član Parkerjevega neuradnega kvinteta. Sodeloval je na mnogih njegovih začetnih bebopovskih posnetkih za založbi Savoy in Dial. Davisov stil igranja je bil že takrat prepoznaven, toda kot solistu mu je še manjkalo samozavesti in virtuoznosti, znan pa je bil po igranju dušenih not in po občasnih »napakah«.
Do leta 1948 je bil v glavnem vajenec, tako na odru kot na snemanjih, ki so bila začetek njegovega glasbenega razcveta. Davis je pričel delati z nonetom, ki so ga sestavljala takrat nenavadna glasbila, kot sta francoski rog in tuba. Člana noneta sta bila še Gerry Mulligan in Lee Konitz. Po nekaj dobrih koncert v newyorškem Royal Roostu, je Miles začel sodelovati z založbo Capitol Records. Skupaj z nonetom so v letih 1949 in 1950 izdali nekaj singlov, med katerimi so bili tudi aranžmaji Gila Evansa, Gerry Mulligana in Johna Lewisa. S tem se je začelo partnerstvo z Evansom, ki se je nadaljevalo skozi naslednjih dvajset let. Singli so bili do leta 1957 na voljo le v omejenih serijah, takrat pa je bilo enajst od dvanajstih izdanih kot album Birth of the Cool (poznejše izdaje vsebujejo vseh dvanajst pesmi). Leta 1949 je prvič obiskal Evropo in maja je nastopal na pariškem jazzovskem festivalu.
Med letoma 1950 in 1955, je Davis v različnih manjših skupinah snemal za založbi Prestige in Blue Note. Njegovi sodelavci so bili: Sonny Rollins, John Lewis, enny Clarke, Jackie McLean, Art Blakey, Horace Silver, Thelonious Monk, J. J. Johnson, Percy Heath, Milt Jackson in Charles Mingus. V tem času je nanj močno vplival pianist Ahmad Jamal, katerega slog je odstopal od takratnega bebopa.
Ko je Davis igral v jazz klubih po New Yorku, je bil pogosto v stiku s prekupčevalci drog. V letih okoli 1950 se je tako, kot mnogo njegovih sodobnikov, zasvojil s heroinom. Pozimi 1953–1954 se je zaradi tega vrnil v East St. Louis in se zaklenil v sobo za goste na farmi njegovega očeta za sedem dni, dokler ni bilo njegovo telo fizično očiščeno droge.
Po ozdravljenju od zasvojenosti, je za založbo Prestige posnel nekaj pomembnih posnetkov, ki so bili pozneje zbrani na albumih Bags' Groove, Miles Davis and the Modern Jazz Giants in Walkin'. V tem času je tudi začel uporabljati dušilec zvoka na trobenti, ki ga je pozneje še pogosto uporabljal.
Julija 1955 je na Newport Jazz Festival igral s Theloniusom Monkom, zelo znan je postal njegov solo v pesmi »Round Midnight«. Zaradi tega nastopa ga je producent George Avakian pripeljal k založbi Columbia in povzročil nastanek njegovega prvega kvinteta.

### Prvi veliki kvintet in sekstet (1955–1958)
Leta 1955 je Davis ustanovil svoj prvi kvintet (Miles Davis Quintet). Sestavljali so ga John Coltrane (tenor saksofon), Red Garland (klavir), Paul Chambers (kontrabas) in Philly Joe Jones (bobni). Davis se je v tem času začel izogibati ritmični in harmonični kompleksnosti ter je začel igrati dolge, povezane (legato), melodične linije, nastali so zametki modalnega jazza.
Prvi posnetki te zasedbe so nastali pri založbi Columbia Records, leta 1955, zbrani pa so na 'Round About Midnight. Davis je bil s pogodbo še vedno zavezan založbi Prestige, toda imel je dogovor, da je lahko naslednje posnetke objavljal pri novi založbi. Njegovi zadnji posnetki za Prestige so bili posneti v dveh dneh leta 1956 in so bili izdani na albumih Relaxin' with the Miles Davis Quintet, Steamin' with the Miles Davis Quintet, Workin' with the Miles Davis Quintet in Cookin' with the Miles Davis Quintet.
Kvintet ni bil nikoli stabilen; nekateri člani so uživali heroin, zato je Miles leta 1957 razpustil zasedbo.
Istega leta je odpotoval v Francijo, da bi posnel soundtrack za film Ascenseur pour l'Échafaud, režiserja Louisa Mallea. Z njim so sodelovali francoski glasbeniki Barney Wilen, Pierre Michelot in René Urtreger ter ameriški bobnar Kenny Clarke.
Naslednje leto, 1958, je Davis znova oživil zasedbo, tokrat v sekstetu z Julianom Adderleyem na alt saksofonu.

### Na snemanju z Gilom Evansom (1957–1963)
V poznih petdesetih in zgodnjih šestdesetih je Davis posnel serijo albumov z Gilom Evansom, na katerih je igral tako krilni rog kot trobento. Na prvem, Miles Ahead (1957), je Miles igral v big bandu, Evans pa je napisal aranžmaje za rogove. Med pesmimi na albumu so »The Duke« Davea Brubecka ter »The Maids Of Cadiz« Léa Delibesa, prva klasična skladba, ki jo je Davis posnel. Skladbe so bile inovativno zmontirane, tako da se je zdelo, da je na vsaki strani plošče le ena, neprekinjena skladba.
Leta 1958 sta skupaj posnela Porgy and Bess, aranžmaje z istoimenskega Gershwinovega mjuzikla.
Na albumu Sketches of Spain (1959–1960) so posnete skladbe španskih skladateljev Joaquina Rodriga in Manuela de Falla, kot tudi Gila Evansa. Na albumu Miles Davis at Carnegie Hall (1961), je prav tako posnet Rodrigov Concierto de Aranjuez, skupaj z drugimi pesmimi, ki jim je dirigiral Evans.
V letih 1962 in 1963 so posneli Quiet Nights, kratko zbirko pesmi v stilu bossa nova, ki je bila izdana, kljub nestrinjanju obeh glasbenikov. To je bil tudi njun zadnji skupni album.

### Kind of Blue(1959–1964)
Po albumu Milestones je Davis Garlanda in Jonesa zamenjal z Billom Evansom in Jimmyem Cobbom, Gila Evansa pa z Wyntonom Kellyjem.
Marca in aprila 1959 je Davis s svojim novim sekstetom in Billom Evansom ponovno vstopil v studio ter posnel Kind of Blue, njegov najbolj znan, najbolj prodajan in po besedah mnogih ocenjevalcev najboljši album. Album je bil zasnovan na Evansovem stilu igranja klavirja. Kelly je igral samo na skladbi »Freddie Freeloader« in ni bil prisoten na snemanju v aprilu. Skladbi »So What« in »All Blues« je sekstet igral že pred snemanjem, toda za ostale skladbe sta Davis in Evans pripravila harmonske okvire, ki so jih glasbeniki prvič videli na dan snemanja, z namenom bolj spontane improvizacije. Album je močno vplival na veliko glasbenikov in je po RIAA najbolje prodajan jazz album vseh časov.
Istega leta ga je med odmorom v znanem nočnem klubu Birdland v New Yorku pretepla in aretirala newyorkška policija. Davis je nameraval vložiti tožbo, saj naj bi ga pretepel en sam policist in sicer zaradi rasističnih razlogov, saj je bil Miles skupaj z belko, vendar je kasneje opustil svoj namen.
Davis je prepričal Coltranea, da je igral s skupino na evropski turneji spomladi 1960. Ta je nato zapustil Milesa in ustanovil svoj klasični kvartet, čeprav se je pozneje vrnil in posnel nekaj skladb na albumu Someday My Prince Will Come iz leta 1961. Davis je iskal razne zamenjave saksofonista, med njimi Sonnyja Stitta in Hanka Mobleya. Kvintet s slednjim je bil posnet v studiu in na nekaj koncertih v Carnegie Hall ter klubu Black Hawk v San Franciscu. Stitta najdemo še na posnetkih narejenih v Olimpiji in Parizu (kjer sta Davis in Coltrane igrala nekaj mesecev prej) in na albumu Live in Stockholm.